# Zvičina
Zvičina je kopec v katastrálním území Zvičina obce Třebihošť v okrese Trutnov. Představuje nejvyšší vrch Zvičinsko-kocléřovského hřbetu, podřazeného celku Krkonošského podhůří. Vrchol Zvičiny leží v nadmořské výšce 672 metrů, přibližně 0,5 km východně od vsi Zvičina.
Příkřejší severovýchodní svahy jsou odvodňovány Brusnickým potokem do řeky Labe, mírnější jihozápadní svahy jsou odvodňovány do Bystřice. Severovýchodní svahy jsou oproti jihozápadním více zalesněny, převládají porosty smrku.
Průměrná roční teplota vzduchu v období 1929–1934 byla 7,0 °C. Průměrný roční úhrn srážek v období 1910–1935 činil 613 mm.
Zvičina je populárním turistickým cílem a významnou křižovatkou turistických cest ( 0409,  0426,  0430,  1865,  4245,  7287). Na vrchu stojí barokní kostel svatého Jana Nepomuckého z roku 1706, Raisova turistická chata s vyhlídkou a dva stožáry radiokomunikací. Za příznivých sněhových podmínek jsou v provozu lyžařské vleky.
Zvičina a její blízké okolí nabízí výhled do České tabule, na Krkonošské podhůří a Krkonoše.

## Název

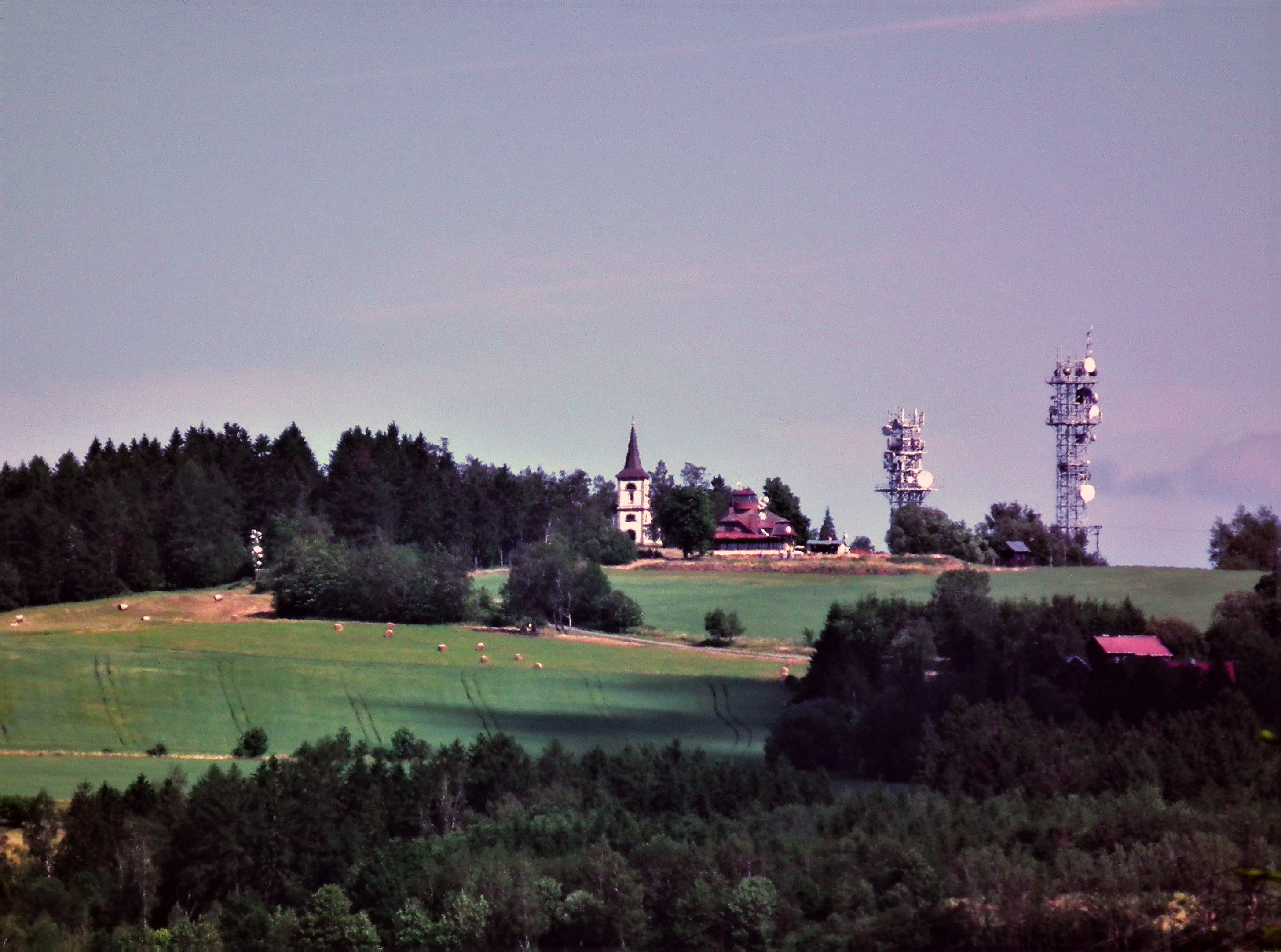
Pohled na vrchol z hradu Pecka

Vznik jména Zvičina není bezpečně znám. Existují četné dohady. Nejstarší výklad z roku 1827 pochází od profesora Antonína Jungmanna, který se domníval, že hora byla pojmenována po slovanském bohu světla Zviči. Tento názor zahrnul do svého slovníku jeho starší bratr Josef Jungmann a převzal jej i František Petera-Rohoznický (1798–1877), bělohradský farář a lidový archeolog.
Podle jiných názorů je jméno odvozeno z osobního mužského příjmení majitele. Tak například roku 1897 uvádí jméno Zvak a Zvík (v současné češtině znamená „zvuk“) ve své knize o českých příjmeních Antonín Kotík. Podobně Josef Karásek (1868–1916), miletínský rodák, vychází z mužského jména Zvieka. Shodně s ním tak činí i Antonín Profous a německý badatel Erhard Müller.
Miletínský dějepisec Jan Nepomuk Lhota (1811–1890) odvozuje jméno od slova „zvýšenina“ (tj. kopec) a hořický učitel a kronikář František Strnad (1885–1950) z kmene -vid- (tj. vidět), neboť Zvičina se nacházela v pomezním hvozdu českého státu, jehož hranice byly již v dávných dobách zde střeženy.

## Raisova chata
Hostinec byl postaven v roce 1891. Provoz ale zpočátku musel být nakrátko přerušen, protože koncese byla získána až po podaných stížnostech. V roce 1925 byla postavena přístavba rozhledny Zvičina.

## Kostel svatého Jana Nepomuckého

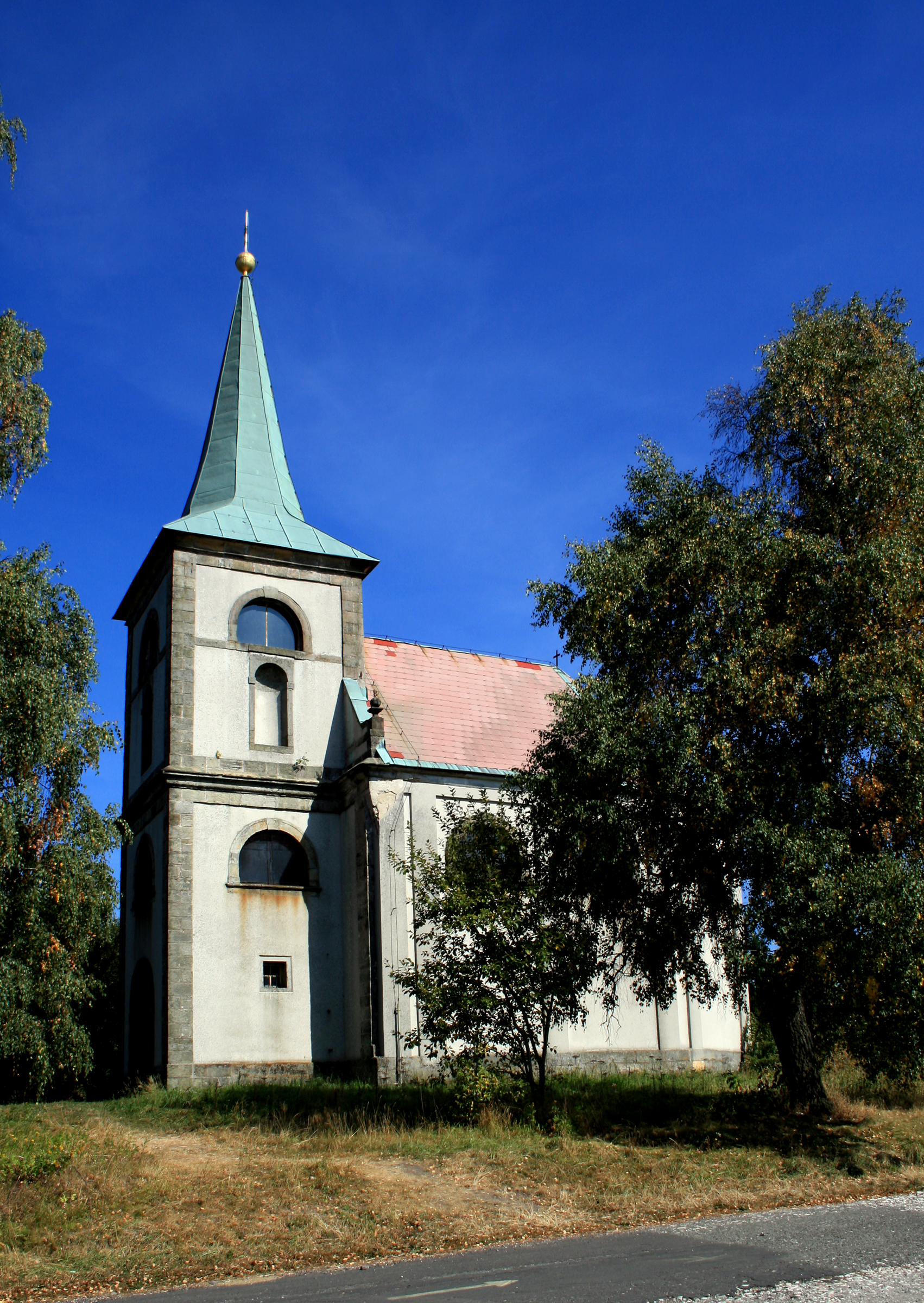
Západní pohled na kostel

Ves Zvičina byla založena českým osídlováním za husitské doby. Na temeni Zvičiny byl roku 1584 postaven dřevěný kostelík zasvěcený mistru Janu Husovi (dle letopočtu na starém zvonu, na portálu bylo datum 2. 5. 1560).
Hrabě Ferdinand Kotulínský dal roku 1706 na jeho místě postavit  kamenný kostel, který byl dokončen roku 1711. V duchu protireformace byl zasvěcen jinému Janu – pokornému Janu Nepomuckému, a to v předstihu, neboť Vatikánem byl prohlášen za svatého až v roce 1729.
V roce 1740 byl v kostele umístěn pískovcový oltář od Františka Pacáka, spolupracovníka Matyáše Bernarda Brauna. Pod postavou Boha Otce, ukřižovaného Krista je vepředu postava klečícího Jana Nepomuckého a po stranách jsou sochy Jana Křtitele a Jana Evangelisty. V době kolem roku 1760 byly po stranách umístěny na dřevěných konzolích sochy sv. Jana Papeže, sv. Jana Kapistrána, sv. Jana z Boha, sv. Ivana, sv. Jana Zlatoústého a Jana Almužníka – asi aby mnoho svatých Janů zastřelo památku a vzpomínku na mistra Jana Husa.
Roku 1825 dal poličanský zámecký pán, rytíř Cecinkar, zvičinskou kapli opravit a přistavit věžičku, aby se změnila v kostel. Současně v kostele vystavil pamětní knihu, v níž jsou zápisy návštěvníků, z těch vzácných např. K. J. Erbena, Jana Nepomuka Lhoty (právník na odpočinku v Miletíně, autor českého dílka z roku 1888 Miletín nad Bystřicí, příběhy jeho a památky), K. V. Raise, Aloise Jiráska, Ignáta Hermanna, Jaroslava Vrchlického. Erbenovy výlety na Zvičinu jej inspirovaly k napsání básně Horal Čech, nazvané ve třetím vydání Na horách. Pamětní kniha je dnes uložena v rukopisném oddělení Národního muzea v Praze.
Na jaře roku 1873 při bouři blesk kostel zapálil a shořela střecha věže. Majitelka panství Rosa von Hohenlohe opravu neprovedla, zřekla se patronátu. Teprve roku 1877 byl kostel opraven z veřejných sbírek. Další úpravy kostela byly provedeny v letech 1972–1973 a v roce 1981.

## Poklad
Dne 8. února 2025 našli dva muži v lese na jihozápadním úbočí Zvičiny poklad. Sedm kilogramů cenností převážně ze zlata bylo schováno ve dvou schránkách schovaných v hromadě kamenů dříve tvořících val na hranici polí. V plechové dóze bylo 598 mincí, rozdělených do 11 sloupečků, každý zavinutý do černé látky. V kovové bedničce bylo šestnáct tabatěrek, deset náramků, taštička z drátků, hřeben, řetízek a pudřenka. Cennosti byly v lese zakopány někdy v polovině 20. století, zřejmě v souvislosti s druhou světovou válkou, či s měnovou reformou v roce 1953.